# Peter Iornzuul Adoboh
Peter Iornzuul Adoboh (14 de abril de 1958 - 14 de fevereiro de 2020) foi um bispo católico romano nigeriano.
Iornzuul Adoboh nasceu na Nigéria e foi ordenado ao sacerdócio em 1984. Ele serviu como o primeiro bispo da Diocese Católica Romana de Katsina-Ala, na Nigéria, de 2013 até à sua morte em 2020.